# Клименсон, Кристиан
Кри́стиан Кли́менсон (Кле́менсон) (англ. Christian Clemenson; род. 17 марта 1958, Гумбольдт, Айова) — американский актёр кино и телевидения.

## Биография
Кристиан Клименсон родился 17 марта 1958 года в городке Гумбольдт, штат Айова в семье аптекарей Эрнеста (1915—1973) и Руфи Клименсон. В детстве работал разносчиком газеты англ. The Des Moines Register. После получения среднего образования поступил в Академию Филлипса, затем, не закончив её, в Гарвардский колледж, который окончил в 1980 году, а после обучался в Йельской школе драмы (окончил в 1984 году). Окончив обучение, Клименсон переехал в Лос-Анджелес, и уже в 1985 году дебютировал на телевидении небольшой ролью в эпизоде сериала «Слава», а в следующем году впервые появился на широком экране в фильме «Ханна и её сёстры».
Наиболее известная роль Клименсона, принёсшая ему премию «Эмми» и ряд престижных номинаций — страдающий синдромом Аспергера эксцентричный адвокат Джерри Эспенсон. Артист принимал участие в сериале вплоть до его завершения в 2008 году.

## Награды и номинации
- 2006 — Прайм-тайм премия «Эмми» в категории «Лучший приглашённый актер в драматическом сериале» за роль в сериале «Юристы Бостона» — победа.
- 2007 — Прайм-тайм премия «Эмми» в категории «Лучший приглашённый актер в драматическом сериале» за роль в сериале «Юристы Бостона» — номинация.
- 2008 — Премия Гильдии киноактёров США в категории «Лучший актёрский состав в драматическом сериале» за роль в сериале «Юристы Бостона» — номинация.
- 2009 — Премия Гильдии киноактёров США в категории «Лучший актёрский состав в драматическом сериале» за роль в сериале «Юристы Бостона» — номинация.
- 2009 — Прайм-тайм премия «Эмми» в категории «Лучший актёр второго плана в драматическом сериале» за роль в сериале «Юристы Бостона» — номинация.

## Избранная фильмография

### Широкий экран
- 1986 — Ханна и её сёстры / Hannah and Her Sisters — Ларри
- 1986 — Орлы юриспруденции / Legal Eagles — клерк
- 1986 — Ревность / Heartburn — Сидни
- 1987 — Чёрная вдова / Black Widow — Арти
- 1987 — Как создать идеал / Making Mr. Right — Брюс
- 1987 — Сдавайтесь / Surrender — «Мечта адвоката»
- 1987 — Телевизионные новости / Broadcast News — Бобби
- 1990 — Дурное влияние / Bad Influence — Писмо Болл
- 1991 — Король-рыбак / The Fisher King — Эдвин
- 1992 — Герой / Hero — Конклин
- 1993 — Джош и Сэм / Josh and S.A.M. — полицейский
- 1995 — Аполлон-13 / Apollo 13 — доктор Чак
- 1998 — Большой Лебовски / The Big Lebowski — молодой полицейский
- 1998 — Почти герои / Almost Heroes — Отец Джирар
- 1998 — Армагеддон / Armageddon — жужжащий парень
- 1998 — Могучий Джо Янг / Mighty Joe Young — Джек
- 1999 — Счастливая пропажа[англ.] / Lost & Found — Рэй
- 2006 — Потерянный рейс / United 93 — Том Бёрнетт[англ.]
- 2011 — Дж. Эдгар / J. Edgar — инспектор Шелл
- 2013 — Не безопасно для работы[англ.] / Not Safe for Work — Алан Эммерих
- 2016 — Закон ночи / Live by Night — Ритц, инвестор
- 2021 — Охотник за разумом. Схватка / No Man of God — доктор Джеймс Добсон
- 2021 — Злое / Malignant — доктор Виктор Филдс

### Телевидение
- 1985 — Слава / Fame — Алан Стюарт (в 1 эпизоде)
- 1990 — Новости столицы[англ.] / Capital News — Тодд Ланден (в 13 эпизодах)
- 1993 — Затянувшаяся музыка / And the Band Played On — доктор Дейл Лоуренс
- 1993—1994 — Приключения Бриско Каунти-младшего / The Adventures of Brisco County Jr. — Сократ Пул (в 27 эпизодах)
- 2004—2005 — Вероника Марс / Veronica Mars — Абель Кунц (в 3 эпизодах)
- 2005—2008 — Юристы Бостона / Boston Legal — Джерри Эспенсон (в 50 эпизодах)
- 2006 — Рейс 93 / Flight 93 — Том Бёрнетт[англ.]
- 2009—2012 — C.S.I.: Место преступления Майами / CSI: Miami — доктор Том Ломан (в 52 эпизодах)
- 2012 — Закон Хэрри / Harry's Law — Сэм Бермен (в 5 эпизодах)